# Platymetopius olivaceus
Platymetopius olivaceus är en insektsart som beskrevs av Mitjaev 1968. Platymetopius olivaceus ingår i släktet Platymetopius och familjen dvärgstritar. Inga underarter finns listade i Catalogue of Life.